# Nyanaponika

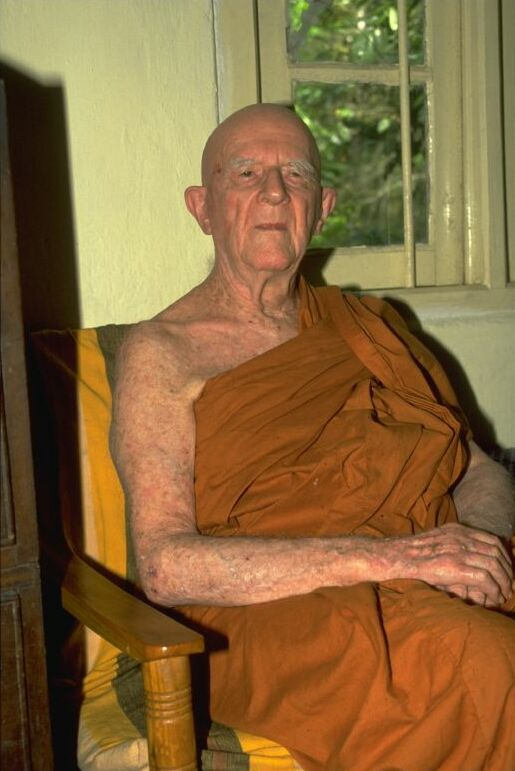
Nyanaponika Mahathera, 1993

Nyanaponika Mahathera (* 21. Juli 1901 in Hanau als Siegmund Feniger; † 19. Oktober 1994 in Forest Hermitage, Kandy, Sri Lanka) war 57 Jahre lang buddhistischer Mönch in der Theravada-Tradition. Sein Wirken als buddhistischer Lehrer und Gelehrter, als Übersetzer und Autor buddhistischer Schriften und als Herausgeber und Vortragender haben ihn zu einer inspirierenden Gestalt für die Erneuerung des Buddhismus in Asien, insbesondere Sri Lanka gemacht. Seine Teilnahme am 6. Konzil in Rangun ist Beleg für die große Wertschätzung, die ihm in Asien entgegengebracht wurde. Darüber hinaus ist sein Wirken insbesondere für den Buddhismus in Deutschland und der Schweiz von großer Bedeutung.

## Leben
Siegmund Feniger wurde am 21. Juli 1901 als einziges Kind eines Ladenbesitzers in Hanau bei Frankfurt geboren. Siegmund genoss eine traditionelle jüdische Erziehung und war sehr an religiösen Dingen interessiert. Er begann im Buchhandel zu arbeiten und stieß dabei auf den Buddhismus. Nach der Übersiedlung der Familie nach Berlin 1922 kam er auch in Kontakt mit Buddhisten. So erfuhr er auch von Nyanatiloka, dem deutschen Mönch, der in Ceylon die „Island Hermitage“ gegründet hatte, eine Einsiedelei, die auch westlichen Mönchen offenstand. Angesichts des zunehmenden Rassenwahns in seiner Heimat emigrierte er 1935 nach Österreich, um 1936 schließlich seinen Plan, sich Nyanatiloka in Sri Lanka anzuschließen, zu verwirklichen. Noch im selben Jahr erhielt er die Novizenordination, und im Jahr darauf wurde er zum vollordinierten Bhikkhu mit dem Namen Nyanaponika („zur Erkenntnis geneigt“).
Gemeinsam mit seinem Lehrer Nyanatiloka wurde er beim Ausbruch des Krieges von den Briten als „feindlicher Deutscher“ im Lager Diyatalawa interniert und später nach Nordindien in das durch Heinrich Harrers Buch Sieben Jahre in Tibet bekannt gewordene Lager Dehra Dun verlegt. Nyanaponika nutzte diese Zeit für Übersetzungen aus dem Pali-Kanon ins Deutsche. Nach Ende des Krieges konnte er 1946 in die Island Hermitage zurückkehren. Nachdem Ceylon 1948 von Großbritannien unabhängig geworden war, nahm Nyanaponika 1951 die Staatsbürgerschaft seiner Wahlheimat an. Gemeinsam mit seinem Lehrer übersiedelte er in das neue Meditationszentrum „Forest Hermitage“ in Kandy im Hochland von Sri Lanka.
Die Vorbereitungen auf das 6. Konzil in Burma brachten ihm die Gelegenheit, den Meditationsmeister Mahasi Sayadaw kennenzulernen. Sein wohl bekanntestes Buch „Geistestraining durch Achtsamkeit“ spiegelt teilweise diese Erfahrungen wider.
1958 konnte Nyanaponika die Erfahrungen seines Ursprungsberufes nutzen, als er gebeten wurde, Leiter und Herausgeber der neu gegründeten BPS (Buddhist Publication Society) zu werden. Die BPS, die er bis 1984 leitete, wurde zu einem weltweit anerkannten Verlag für die Verbreitung der Theravada-Lehre und mit dieser Unternehmung wurde Handel mit Dhamma zu einer salonfähigen Gangart der Verbreitung der Lehren wie auch das Erhalten eines Lebensunterhaltes mit den Lehren Buddhas. Seine Werke sind heute in Besitz verschiedener Verlage.
Bei Reisen von den späten 60er bis in die frühen 80er Jahre, vornehmlich in die Schweiz, traf Nyanaponika mit vielen Persönlichkeiten des europäischen Buddhismus zusammen und wurde von ihnen auch in seiner Waldeinsiedelei besucht.
In den letzten Lebensjahren wurden ihm zahlreiche Ehrungen zuteil.

## Werk

### Übersetzungen von Nyanaponika
- Gruppierte Sammlung (Samyutta Nikaya) Buch II (17–21) und das ganze Buch III (22–34)[Erstveröffentlichung: 1925/30]. ISBN 3-931095-16-9
- Angereihte Sammlung (Anguttara Nikaya) Herausgabe und Überarbeitung der Übersetzung von Nyanatiloka. ISBN 3-59108218-X
- Der einzige Weg. Buddhistische Texte zur Geistesschulung in rechter Achtsamkeit. Aus dem Pâli und Sanskrit übersetzt und erläutert von Nyânaponika. ISBN 3-931095-04-5

### Schriften von Nyanaponika
- Nyanaponika Mahathera: Geistestraining durch Achtsamkeit. 1970 (Besonders wertgeschätzt von Erich Fromm) ISBN 3-931095-02-9
- Nyanaponika Mahathera: Geistestraining durch Achtsamkeit. Freie Version im Internet
- Nyanaponika Mahathera: Im Lichte des Dhamma. 1989. Hrsg. Kurt Onken. ISBN 3-931095-01-0.